# مینگوره
مینگوره (پشتو: مینګوره) بزرگ‌ترین شهر دره سوات در پاکستان است.
این شهر در شهرستان سوات ایالت مرزی شمال غربی واقع شده‌است.
مینگوره در دو کیلومتری شهر سیدو شریف، مرکز شهرستان سوات و در ارتفاع ۹۸۴ متری از سطح دریا واقع شده‌است.
جمعیت مینگوره در سال ۱۹۹۸ میلادیٔ ۱۷۵ هزار نفر بود.
مینگوره طبیعتی سرسبز دارد و زمانی از مراکز محبوب برای گردشگران بود و ملکه الیزابت از آن به عنوان «سوئیس امپراتوری» خود یاد می‌کرد.
پس از برآمدن طالبان و درگیری این گروه با حکومت مرکزی اوضاع دیگرگون شد. مینگوره در مارس ۲۰۰۹ همانند بقیه دره سوات در پی توافقی با حکومت مرکزی، به دست طالبان افتاد. این توافق پس از مدت کمی لغو شد و طی جنگ سختی که میان نیروهای دولتی پاکستان و گروه طالبان در مه ۲۰۰۹ درگرفت شهر مینگوره نیز تخلیه شد.

## تاریخچه
در درهٔ رودخانهٔ جمَبیل در نزدیکی مینگوره آثار و نقش برجسته‌های بودایی بسیاری یافته شده‌است. در محلی به نام پانْر نیز یک استوپا و صومعه بودایی مربوط به سدهٔ یکم میلادی حفاری شده‌است.
باستان‌شناسان ایتالیایی در لوئه بانر و ماتالائی ۴۷۵ گور آریایی مربوط به پیرامون ۱۵۰۰ پیش از میلاد را کندوکاو کرده‌اند.
در سوی دیگر رودخانه سوات در علی‌گراما در نزدیکی فرودگاه سیدو شریف کاوشگاهی از فرهنگ تدفینی گنداره توسط باستان‌شناسان ایتالیایی کشف شد که تاریخ آن به حدود ۱۰ هزار سال پیش از میلاد دانسته شده‌است.